# Cezayirli Gazi Hasan Paşa
Die Cezayirli Gazi Hasan Paşa ist ein Schulschiff der türkischen Marine. Der Tender wurde zuvor unter dem Namen Elbe (A 61) als Versorgungs- und Führungsschiff für Schnellboote eingesetzt. Er gehörte zur Rhein-Klasse.

## Allgemeines
Tender dienen in der deutschen Marine der Versorgung kleinere Kampfeinheiten (Schnellboote, Minensucher, U-Boote) mit allem Notwendigen. In der deutschen Marine werden Tender nach großen deutschen Flüssen benannt. Den Namen Elbe erhielten zwei Schiffe mit den Kennungen A 61 und A 511.

## Geschichte

Wappen des Tenders Elbe

Der Tender wurde am 17. April 1962 in Dienst gestellt. Gebaut wurde er auf der Schlieker-Werft in Hamburg. Zusammen mit zwölf weiteren Schiffen gehörte er zur Rhein-Klasse. Innerhalb dieser Klasse bekamen die Schnellboot-Tender die Bezeichnung 401, die Minensuchboot-Tender 402 und die U-Boot-Tender die 403. Nach korrekter NATO-Definition waren die Tender der Rhein-Klasse allerdings keine Schiffe, sondern Boote, da die Planstelle eines 1. Offiziers nicht vorgesehen war. Der zweithöchste Offizier nach dem Kommandanten war der 1. Wachoffizier („1 WO“).
Das Wappen des Tenders Elbe zeigte das Stadtwappen von Lauenburg. Die Elbestadt hatte die Patenschaft für den Tender übernommen.
Nach der Indienststellung gehörte der Tender Elbe zum 2. Schnellboot-Geschwader, Stationierungsort war Wilhelmshaven. Ab dem 1. November 1970 war er in Olpenitz stationiert. Am 1. März 1982 wurde der Tender dem 7. Schnellboot-Geschwader, Heimathafen Kiel, zugeordnet.

## Kommandanten
| Kommandant            | Zeit                        |
| --------------------- | --------------------------- |
| KKpt Kölzer           | April 1962–September 1963   |
| KKpt Mahrholz         | Oktober 1963–September 1964 |
| KKpt Lottner          | Oktober 1964–März 1965      |
| KKpt Giesecke, O.     | März 1965–September 1966    |
| KKpt Kriewitz         | Oktober 1966–März 1968      |
| KKpt Wagner, H.       | April 1968–Februar 1970     |
| unbesetzt             | März 1970–März 1971         |
| KKpt Wetenkamp        | April 1971–September 1971   |
| KKpt Solterbeck, K-H. | Oktober 1971–Dezember 1973  |
| KKpt Czubayko         | Januar 1974–Juni 1976       |
| KKpt de Ahna          | Juli 1976–März 1979         |
| KKpt Drobig           | April 1979–Januar 1982      |
| KKpt Fischer, K-L.    | Januar 1982–März 1985       |
| KKpt Förster, K.      | April 1985–Mai 1986         |
| KKpt Brommenschenkel  | Juni 1986–März 1991         |
| KKpt Munzer           | März 1991–Oktober 1992      |

Von März 1970 bis März 1971 war Leutnant z. S. Kusche Werftkommandant in Elsfleth.

## Weitere Verwendung
Die Außerdienststellung erfolgte am 17. Dezember 1992. Am 10. März 1993 wurde die Elbe wieder in den Dienst gestellt und am 15. März 1993 an die türkische Marine übergeben. Der Tender fährt unter seinem neuen Namen Cezayirli Gazi Hasan Paşa (A 579) unter türkischer Flagge. Er ist dort als Schulschiff der türkischen Marineschule in Tuzla eingesetzt.